# Теодорос Вризакис
Тео̀дорос Вриза̀кис (на гръцки: Θεόδωρος Βρυζάκης) е гръцки художник.

## Биография
Теодорос Вризакис е роден през 1814 година в Тива, Османската империя. Баща му участва във Войната за независимост на Гърция. До 1832 година живее в сиропиталище, където художественият му талант е открит от Фридрих Тирш. Завършва образованието си в Атинското училище за изкуства. През 1844 година се завръща в Мюнхен на стипендия и е приет в Академията за изящни изкуства. Неговите учители са Карл Вилхелм фон Хайдек и Питър фон Хес, и двамата известни с подкрепата си за независимостта на Гърция.